# Оліїв (гміна)
Гміна Оліїв  (пол. Gmina Olejów)— колишня сільська гміна у Зборівському повіті Тернопільського воєводства Другої Речі Посполитої. Адміністративним центром гміни було село Оліїв.
Гміна утворена 1 серпня 1934 року на підставі нового закону про самоуправління (23 березня 1933 року).
Площа гміни — 104,80 км².
Кількість житлових будинків — 2022

Кількість мешканців — 10244
Гміну створено на основі попередніх гмін: Оліїв, Беримівці, Білоголови, Бзовиця, Білокриниця, Лопушани, Монилівка, Нетерпинці, Великий Тростянець.